# Dětřichov u Moravské Třebové
Dětřichov u Moravské Třebové – gmina w Czechach, w powiecie Svitavy, w kraju pardubickim. Według danych z dnia 1 stycznia 2014 liczyła 200 mieszkańców.